# Кольороподіл

Адитивний синтез кольорів

Субтрактивний синтез кольорів

Кольоропо́діл — це процес поділу зображення на основні кольору для того, щоб зображення було надруковане для кожного кольору окремою друкарською формою.
Є адитивний і субтрактивний принципи синтезу кольорів.
Адитивний — принцип сумування (додавання) потоків основних кольорів (червоний, зелений, синій), при накладанні яких утворюється білий колір. (Детальніше див. RGB).
Субтрактивний — принцип «віднімання» основних кольорів (блакитний, пурпуровий, жовтий) від білого. При накладанні таких основних кольорів утворюється чорний колір. (Детальніше див. CMYK).

## Кольороподіл в поліграфії
Кольороподіл — процес або результат перетворення єдиного кольорового зображення оригіналу за допомогою світлофільтрів чи селективних джерел світла на окремі одноколірні рівномасштабні зображення, кожен із яких відповідає, відповідно, кольору певного фільтра. Це виконується для майбутнього відтворення зображення іншим способом — наприклад на екрані чи на папері. При зворотному процесі — змішуванню цих зображень з допомогою відповідних технологій — отримуємо знову повноколірне зображення (на моніторі електронного екрана, або у вигляді паперового носія в друці). Інколи кольороподіл у випадку штрихового зображення може вручну виконати і художник при створенні кольорового оригіналу у деяких видах друку (наприклад, у літографії). Нині кольороподіл виконують за допомогою спеціальних комп'ютерних програм. У залежності від мети кольоподілу є різні його моделі. Для майбутнього відображення оригіналу на екрані (тобто свічення) є свої моделі — триколірні моделі, для друку "(тобто у випадку відбиття світла від носія зображення) — інші, серед яких найпопулярніша нині чотириколірна CMYK.
Кольороподілене зображення — це одноколірне зображення, отримане на екрані монітора видавничої системи чи на твердому носії (на лавсановій плівці, чи фотоплівці формному матеріалі) після поділу на окремі кольори багатоколірного зображення оригіналу в процесі кольороподілу. Кольорокоригування — зміна колірного змісту зображення оригіналу відповідно до вимог замовника, технологічного процесу й інших причин чи виправлення фотоформ, отриманих у результаті кольороподілу. Передання кольору — психологічно точне відтворення на відбитку кольорів і колірних відтінків оригіналу при порівнянні зображень оригіналу і відбитка в однакових умовах освітленості.

### Різновиди способів кольороподілу при підготовці кольорових оригіналів до поліграфічного репродукування.
Чорний колір при друці кольорових зображень теоретично не потрібний. Він повинен виходити на відбитку автоматично при накладенні трьох тріадних друкарських фарб (блакитна, пурпурна і жовта). Вони повинні бути взяті у визначених кількостях відповідно до балансу («по сірому») кольорів, і за умови максимальної за нормою подання фарб у процесі друку. Однак, на практиці на папері виходить темно-коричневий відтінок при незначних порушеннях балансу «по сірому». Тому в тріаду була введена чорна фарба. Поява «зайвого» кольору змусила шукати закономірності його появи і відтінків, у яких він повинен перебувати. Розходження в способах чотирифарбового кольоровідтворення пов'язані саме зі способами генерації (створення) зображення на фотоформі для чорної фарби.
Нині існує три технології кольороподілу:
1. Традиційна технологія кольороподіл зі скелетною градацією чорного;
2. Технологія UCR (Under Color Removal)
3. Технологія ICR (GCR, Gray Component Replacement).

Традиційна технологія кольороподілу — зі скелетною градацією чорного. При цій технології чорний колір наноситься поверх трьох тріадних кольорів у найтемніших ділянках. Головна незручність такого кольороподілу пов'язана з тим, що максимальний рівень фарби на найтемніших ділянках відбитка сягає 400% — по 100% для кожного кольору. У друці це обертається потребою ретельно просушувати кожен аркуш паперу або використовувати противідмарувальні порошки і рідини, щоб уникнути відмарування або перетискування фарби на наступний паперовий аркуш.
Технологія UCR відома і як технологія віднімання від чорного. Суть технології полягає у заміні в процесі виготовлення кольороподілених фотоформ (друкарських форм) трьох колірних фарб тріади, що є присутнім в одному елементі кольорового оригіналу, на еквівалентну кількість чорної фарби на її кольороподіленій фотоформі (друкарській формі).
При друкуванні кольорових, особливо темних зображень найбільші проблеми виникають у найтемніших місцях зображення, тому резонно зменшити кількість тріадних фарб (CMY) у тих місцях, де буде нанесена чорна фарба, скоротивши тим самим їхню сумарну кількість. Тому метод одержав назву «віднімання від чорного кольору». При його використанні всі тони, що складаються з рівної кількості тріадних фарб (так звані «нейтральні», ахроматичні тони), виявляються ще і дуже чуттєвими до балансу по сірому кольору і при друці, доводиться уважно стежити за його дотриманням. Тому технологію UCR при кольоровідтворенні застосовують головним чином до темних кольорів, практично не впливаючи на інші відтінки.

## Технологія ICR
Високошвидкісний багатоколірний аркушевий і ролевий друк оголили проблему — вимащування і сушіння. ДОЦІЛЬНИЙ Й економічно ВИГІДНИЙ розв'язок цієї проблеми при репродукуванні кольорових зображень було знайдено з використанням технології мінімізації кольорових друкарських фарб і їхньою еквівалентною заміною чорною фарбою у місцях зображень, де колірний тон створюється за рахунок потрійного накладення кольорових фарб. У традиційному синтезі кольору на відбитку всі колірні відтінки, а також сірі і чорні тони одержують на відбитку з трьох кольорових фарб із невеликим (до 70%) додаванням чорної фарби (скелетна чорна). Цей синтез кольорового зображення на відбитку, де кожен колір складений з чорної з додаванням тільки однієї чи максимум двох кольорових друкарських фарб, прийнято визначати в англійській технічній літературі терміном ICR (GCR, Gray Component Replacement) або з використанням мінімальної кількості всіх трьох фарб UCR (Under Color Removal).
Сутність технології ICR полягає у тому, що чорний компонент присутній практично в усіх відтінках кольорового зображення за винятком чистих кольорів, а не тільки в темних нейтральних тонах. У системі ICR відтінки створюються лише трьома або меншою кількістю фарб, причому одна з них — завжди чорна. При такому способі кольоровідтворення максимальний рівень фарби не перевищує 300%. На практиці повний, або максимальний, ICR-метод звичайно не застосовується. До трьох фарб — дві кольорові і чорна фарби все-таки додається небагато четвертого кольору. Однак, цього виявляється досить для одержання високоякісного зображення. Цим прийомом користаються нечасто, як правило — у зображеннях, які потребують насиченості в темних відтінках зображення і чорному кольорі. Програмні засоби сучасних комп'ютерних видавничих систем дають змогу вибрати різні варіанти технології ICR з наявних варіантів чи створити власну криву генерації чорного кольору. У нашій літературі технологія ICR відома і як технологія мінімізації кольорових фарб (МКФ) за рахунок чорної (ахроматичний синтез). Мінімізація кольорових фарб, як і технологія ICR це технологія автотипного синтезу кольорового зображення в процесі друку на поліграфічному відбитку, при якому всі тони, які містять ахроматичний (сірий) складник (від білого до чорного) кольору, синтезуються чорною фарбою з мінімальним додаванням однієї, двох чи трьох кольорових тріадних фарб (жовтої, пурпурної і блакитної).
Процес зі стовідсотковою заміною сірого складника в кольорових відтінках на чорну фарбу не здійснюється з багатьох причин. Це і мала «чорність» чорної фарби, і складності створення окремих кольорів із застосуванням еквівалентної заміни при різних сортах друкарського паперу, тріад друкарських фарб, послідовності нанесення фарб у друці, способів друку — одноколірний спосіб друку (друк «по сухому»), чотирифарбовий (друк «по мокрому»), 2+2 (друк на двофарбових машинах).
Треба підкреслити, що технологію МКФ не можна застосовувати однакова до всіх оригіналів. Основна мета її застосування — полегшення процесу друку, особливо на чотири-фарбових і п'ятифарбових аркушевих і ролевих друкарських машинах, тобто «по мокрому», коли створені передумови до відмарування, що сильно погіршує якість відбитків і робить проблематичним раціональне використання друкарських машин через вимушене зниження швидкості друку, а звідси і зниження продуктивності машини. Практика показує, що не для всіх зображень при друці спостерігається відмарування. Це явище виникає в залежності від багатьох факторів. Наприклад, від тональності і кольоровості самого зображення на відбитку, від застосовуваних тріад фарб, додаткових добавок до них, від швидкості друку, від типу застосовуваного паперу (крейдований, офсетний), від типу сушильного пристрою і від ряду інших факторів, не говорячи про порушення технологічної дисципліни, режимів роботи, а також про стан друкарського устаткування.
Як значимі основні фактори серед цієї множини при нормалізованому процесі друку можна виділити два: тональність і кольоровість самого зображення оригіналу, і тип друкарського паперу при друці «по мокрому». Друкування на крейдованих паперах «по мокрому» зображення, які містять великі ділянки чорних, маслинових і коричневих тонів, завжди супроводжується відмащуванням, якщо фотоформи виготовлені за традиційною технологією кольороподілу, де чорні, сірі і зачорнені тони створюються за рахунок накладення трьох кольорових друкарських фарб із додаванням до 70% чорної фарби. Таким чином, на окремих місцях зображення на відбитку товщина фарбового сумарного шару сягає до 4 мкм. При цьому, сума відносних площ друкарських елементів чотирифарбового відбитка в темних ділянках сягає 350–360%, тобто три кольорові по 95% і чорну до 70%. Звідси, і всі біди: відмащування, зниження швидкості друку, поганий баланс по сірому і в остаточному підсумку — погана якість друкованої продукції і низька продуктивність друкарської машини.
При впровадженні технології МКФ у початковій стадії завжди виникає питання про те, якою мірою слід виконати зменшення кількості кольорових фарб на відбитку. Виходячи з вирішуваних завдань, зменшення кольорових фарб на 30-60% із центром ваги 50% оцінюватися як високе. Як уже відомо, переваги МКФ, а саме, зниження відмащування, стабілізація коливань по кольору сірих тонів і зменшення витрат фарб виявляються тим сильніше, чим більше зменшення кількості кольорових фарб у темних тонах. За дослідженнями UGRA кількість кольорових фарб після зменшення не повинна бути менша за 25-40%, причому на крейдованому папері варто прагнути до нижньої межі, а на натуральному (некрейдованому) папері — до верхнюю граничного значення. На газетному папері ця кількість не повинна бути меншою за 50%.
Технологія МКФ має низку економічних і технологічних переваг. Нижче перелічені тільки деякі з них. Економічні переваги технології МКФ:
- зменшення витрат кольорових фарб (до 30%);
- швидше йде суміщення і прип-равка, менше відходів паперу (швидше встановлюється насиченість кольору і баланс по сірому);
- зменшення витрат енергії на сушіння, завдяки зменшенню кількості фарби на відбитку.

Технологічні переваги технології МКФ:
- низька роздільна здатність (300 dpi);
- для здобуття якісного відбитка придатний не будь-який папір; якщо він не дуже гладкий (або крейдований), то може відбутися неповна передача барвника на папір;
- оскільки на більшості кольорових відбитків велика частина кольорових фарб замінена чорною, то коливання величини розтискування крапок менш критичні для відтворення кольору;
- сумарна товщина не перевищує 3 мкм замість 4-х при звичайній технології і таким чином, зменшена ймовірність відмащування і перетискування;
- збереження нейтральності за кольором сірих тонів, тому що нейтральність створена в основному однією чорною фарбою (стабільність балансу по сірому тоні);
- характерний для коричневих тонів, створених чотирма фарбами, муар зменшується, оскільки коричневі відтінки створюються з двох кольорових і чорної фарб;
- розширення колірного охоплення завдяки використанню друкарських фарб з вузькозональними спектральними характеристиками; — стабільність колірного тону зображення в тиражі, оскільки зачорнені кольори дають зміни лише по світлому, а коли для зачорніння кольору використовується третя кольорова фарба, у процесі друку відбувається зрушення колірного тону;
- ефект метамеризму (видимі розходження при висвітленні відбитка різними джерелами світла) зводиться до мінімуму, оскільки чорна фарба не піддається впливу метамеризму;
- проблеми з суміщенням фарб у процесі друкування зменшуються, оскільки чорне переважає і покриває більшість контурів, і ділянок зображень; контури й окремі штрихи створюються теж тільки однією чорною фарбою;
- проблема переходу («захоплювання») фарби в процесі багатоколірного друкування зменшується, тому що при синтезі темних тонів загальну кількість кольорових фарб значно зменшено;
- стає можливим використання тоншого паперу, оскільки кількості фарби на відбитку менша;
- контроль і керування кольором менш критичні, оскільки колір зазвичай складений двома кольоровими фарбами плюс чорна фарба, застосовувана тільки для затемнення відтінку отриманого кольору.

### Роль балансу по сірому в технології МКФ
Технологія МКФ відома і знаходить застосування в традиційному автотипному друці при виготовленні фотоформ. Але заміна кольорових фарб не перевищує 30% при виготовленні фотоформ на фотоустаткуванні шляхом застосування спеціально виготовленої для цієї мети маски, що зменшує кількість кольорових фарб тільки в ділянці сірих тонів зображення оригіналу.
Застосування комп'ютерних видавничих систем створює основу для максимального використання можливостей технології репродукування кольорових зображень із застосуванням технології МКФ, і сприяє вирішенню економічних проблем і проблем якості зображення, поставлених високошвидкісним кольоровим аркушевим і ролевим офсетним друком.
При записі кольороподілених растрових фотоформ за технологією МКФ особливу роль виконує програма балансу кількості кольорових фарб. Три кольорові фарби в сірих, чорних і зачорнених колірних тонах зменшуються відповідно до балансу сірих тонів. Отже, неправильний баланс може призвести до зміни кольору самого зображення на відбитку. Це порушення особливо яскраво виявляється при репродукуванні пей зажних і видових сюжетів натуральної зйомки (на пам'ятних кольорах), а також репродукції художніх картин (образотворчі оригінали). Величини відносних площ растрових елементів балансу «по сірому» для кольороподілених растрових діапозитивів, з використанням при друкуванні фарб європейської тріади, наведені в програмах з кольороподілу.
Ці співвідношення величин растрових елементів закладені й у три фарбовому полі шкал, застосовуваних для контролю пробного і тиражного кольорового тріадного друку На відбитках це поле шкали повинне бути сірим. Це гарантує правильний баланс фарб при друці і відповідність кольорів на оригіналі і репродукції при правильному записуванні фотоформ.
Невиконання вимог нормалізації процесу друку зводить нанівець усі переваги технології МКФ, через порушення колірної структури зображення на відбитку і дає нікудишню якість відтворення кольорових зображень. При освоєнні технології МКФ стимулами є якість репродукції, полегшення процесу друку, підвищення продуктивності й освоєння нового. Хоча при застосуванні технології МКФ усі її переваги виявляються в друці, для операторів стимул освоєння нового є домінуючим.

### Методика освоєння технології МКФ
Для правильного освоєння технології МКФ треба починати запис кольороподілених растрових фотоформ із запису чорно-білого півтонового оригіналу. Програмування виконують кольорової корекції перевірку балансу по сірому у світлах, півтонах, тінях і глибоких тінях. Здійснюється запис фотоформ чотирьох фарб (жовтої, пурпурної, блакитної і чорної) для традиційної технології друку і за технологією МКФ із різним відсотком віднімання. Разом із зображенням оригіналу записують і сіру півтонову шкалу. Після запису фотоформ треба провести на монтажному столі аналіз комплектів фотоформ, записаних у різних технологіях.
Друк пробних відбитків чи виготовлення кольоропроби повинні бути виконані, як для тиражних робіт. Контроль і оцінка якості пробного друку (кольоропроби) проводять за шкалами контролю. Контроль за зображенням у цьому експерименті повинен бути виключений, що особливо важливо методично. Отримані пробні відбитки (кольоропробу) аналізують усі дільниці, виконавці і керівники виробництва, які освоюють технологію МКФ. Аналіз і оцінку пробних відбитків виконують на основі зіставлення зображень оригіналу і репродукції з аналізом растрованих фотоформ. Визначення і введення параметрів МКФ при виготовленні кольороподілених фотоформ і є сутність програмування технології МКФ.

### Параметри МКФ
A. Рівень віднімання. Це та кількість блакитної фарби на діапозитиві, виражена у відсотках відносної площі растрових елементів, з якої починається зменшення трьох кольорових фарб. Цей рівень може перебувати в інтервалі 5-95%. Нижня межа — це цілковите віднімання кольорових фарб, тобто МКФ дорівнює 100%, а верхня межа 95% — це традиційна технологія запису фотоформ зі скелетної чорної без застосування МКФ. Практика показала, як було відзначено раніше, що МКФ, нижча за 15-25% по кольорових фарбах нераціональна, оскільки спостерігається поява помилкових контурів, зображення стає плоским, мозаїчним, різким, знижується його контраст і сочистість. При сутність певної мінімальної кількості трьох кольорових фарб на темних ділянках зображення, де теоретично може друкуватися тільки чорна фар ба, додає зображенню сочистість, глянець, м'якість, оксамитовість чорного кольору. Треба підкреслити що, чим нижчий рівень віднімання (вживають також терміни «пункт перегину», «пункт заходу»), тим більше не передбаченим стає тон кольору в ділянках зображення, де колір створюється за рахунок чорної фарби з до даванням трьох кольорових фарб, на віть при вирахуванні кольорових тільки з-під чорного.
Скріншот з параметрами поділу на CMYK за методом GCR; рівень генерації чорної фарби -Light; ліміт чорної фарби (Black Ink Limit) — 90%; загальний сумарний ліміт фарби (Total Ink limit) −320%; рівень UCA (Under Color Addition) — 20%. Скріншот з параметрами поділу на CMYK за методом GCR; рівень генерації чорної фарби -Medium; ліміт чорної фарби (Black Ink Limit) — 90%; загаль -ний сумарний ліміт фарби (Total Ink limit) — 320%; рівень UCA (Under Color Addition) −15%.
B. Колірність, де проводять зменшення кольорових фарб. Це колірний тон тих ділянок зображення, де при застосуванні МКФ колір створюється за рахунок чорної фарби з додаванням визначених мінімальних кількостей трьох кольорових фарб.
С. Компенсація трьох кольорових фарб чорною; це та кількість чорної фарби, що повинна замінити зменшену кількість трьох кольорових фарб без порушення колірного тону і контрасту зображення. Ця кількість чорної фарби приблизно дорівнює блакитній для півтонів і тіней, тобто при заміні, коли блакитна фарба більш, ніж на 50%, залишається. Коли віднімання значніше і залишається блакитної менше, ніж 50%, замінна кількість чорної становить 75% і менше відсотків від зменшеної кількості блакитної і тим менше, чим менше блакитної залишається після віднімання. Отже, еквівалентна кількість чорної фарби, замінна трьох кольорових без втрати контрасту і кольору по-різному на різних градаційних рівнях, що визначає і градаційну характеристику діапозитива чорної фарби і її початок. Скріншот з параметрами поділу на CMYK за методом GCR; рівень генерації чорної фарби -Light; ліміт чорної фарби (Black Ink Limit) — 100%; загальний сумарний ліміт фарби (Total Ink limit) — 320%; рівень UCA (UnderColor Addition) — 20%.
Скріншот з параметрами поділу на CMYK за методом UCR; ЛІМІТ чорної фарби (Black Ink Limit) −90%; загальний сумарний ліміт фарби (Total Ink limit) −320%. Градаційна характеристика діапозитива чорної фарби залежить також від інтенсивності застосовуваної чорної фарби, від якості паперу і від послідовності нанесення фарб і місця чорної в цій послідовності при друці «по сухому», «по мокрому» чи «2+2». Еквівалентна кількість чорної фарби при застосуванні технології МКФ ефективно й оперативно можна визначити за шкалами колірного охоплення, надрукованими з використанням чорної.
D. Максимальна кількість блакитної фарби в ділянці максимальної оптичної щільності, тобто в ділянці «чорне» оригіналу. Це та кількість блакитної фарби, виражена у відсотках щодо площі растрових елементів на кольороподіленому діапозитиві, яка залишається після зменшення кількості кольорових у зоні «чорне» на зображенні оригіналу.
Е. Градаційна характеристика чорної фарби. У технології МКФ чорна фарба виконує провідну роль. І якщо в традиційній технології чотирифарбового друку вона абрисна, «скелетна», контурна, то в МКФ вона «довга». У структурі зображення, створеного традиційною технологією чотирифарбового друку, чорна фарба не створює зображення. Вона тільки підкреслює дрібні деталі, збільшує контраст, створює «удари». При МКФ чорна фарба створює структуру зображення, а кольорові фарби лише його розфарбовують, створюють кольорові фонові ділянки. Градаційна характеристика чорної фарби визначається формою кривої, величинами мінімальної і максимальної відносної площі растрових елементів на діапозитиві й у залежності від ділянок, де ці величини створюються на зображенні оригіналу. Принципово, вони визначаються в такий спосіб: форма кривої залежить від сюжету записуваного оригіналу і від вимог, пропонованих до відбитка. Максимальна величина растрових елементів дорівнює 75-100% у ділянках зображення оригіналу, де повинно відбутися максимальне зменшення трьох кольорових фарб; мінімальна величина растрових елементів дорівнює 3-5% у сірих ділянках зображення оригіналу, де починається рівень зменшення кольорових фарб, у «пункті перегину». У іншому випадку, якщо чорна введена раніше, зображення зачорнюється, якщо пізніше, то на зображенні виникають помилкові контури через порушення його структури, тому що до рівня віднімання структура зображення створюється за рахунок трьох кольорових фарб, а далі за рахунок чорної фарби. Кольорові фарби виконують щодо структури зображення тільки допоміжну роль. Якщо програмування градаційної характеристики чорної фарби утруднено на зображенні оригіналу, його проводять за сірою шкалою, попередньо «прив'язавши» зображення до шкали визначенням «біле» і «чорне» оригіналу на шкалі. На практиці початок чорної фарби (2-3%) виставляють на ділянці зображення, що має насичений чистий блакитний колір.

### Принципи застосування технології МКФ
До загальних принципів застосування технології МКФ при записі растрових кольороподілених діапозитивів з кольорових прозорих (слайди), непрозорих (кольорові фотографії) і мальованих оригіналів можна віднести такі положення:
- застосування технології МКФ є ефективним лише для оригіналів із сюжетами, які містять багато темних тонів, близьких до чорного кольору, і в традиційному синтезі ці колірні тони створюються з жовтої, пурпурної і блакитної фарби в кількості понад 15% для кожної з них за величиною растрових елементів на діапозитивах;
- при застосуванні технології МКФ нема потреби гнатися за використанням максимальних можливостей. Досить, щоб сума растрових елементів на діапозитивах для ділянки D-чорне на зображенні оригіналу не перевищувало 240–260%;
- якщо зображення мальоване з чітко вираженими чорними контурами на білому тлі, максимальна величина растрових елементів на діапозитиві чорної фарби допускається і 100%. Цей рівень визначають за сірою шкалою. Частіше в таких випадках градаційна характеристика дуже крута з великим підйомом у тінях і відсутністю або дуже малим підйомом у півтонах. Цей випадок характерний при записі зображень для коміксів;
- значне віднімання кольорових фарб, коли зображення темне, але кольорові зачорнені тони містять дуже багато кольорових градацій у тінях. Таким чином, хоча віднімання і буде з великим відсотком, але крутість градаційних кривих на діапозитивах кольорових фарб збережеться, що забезпечить створення градації в тінях за рахунок кольорових фарб без порушення кольору й об'ємності зображень. Це характерно для темних слайдів з картин, виконаних кольоровими, але насиченими і забрудненими фарбами, що зберегли чітко відмінні від чорного тону кольорові градації;
- коли зображення виконане з насичених кольорів, які на репродукції відтворюються тільки двома кольоровими фарбами по 100% за участю третьої кольорової в кількості менше 50% по растрових елементах на діапозитиві, такі кольори, як червоний, зелений, синій, темно-жовтогарячий, темно-зелений, то використання технології МКФ є неефективним через порушення колірної гами. У таких випадках записують растрові діапозитиви для традиційного тріадного синтезу з дуже уважним проведенням кольорокорекції на базі даних шкали колірного охоплення. Можна використовувати і технологію UCR з дуже крутою градаційною кривою діапозитива чорної фарби і з максимальними растровими елементами на діапозитиві до 75%. Чорна фарба працює тільки в тінях як прорисовуюча і не бере участі у створенні темних кольорових полів;
- технологія МКФ потребує нормалізованих формних і, особливо, друкарських процесів, індивідуаль ний підхід при визначенні глибини мінімізації для кожного сюжету й особливої уваги при визначенні форми градаційних характеристик растрових діапозитивів кольорових фарб у тінях. Від цього особливо сильно за лежить об'ємність зображення;
- визначення форми градацій кривої на діапозитиві чорної фарби це особливе мистецтво і залежить від досвіду оператора і від форми градаційної кривої.
- при використанні технології МКФ особливої уваги необхідно приділити формі градаційної характеристики діапозитива чорної фарби й особливо її початку;
- кольорокоректуру треба виконувати, базуючись не тільки на своєму досвіді й інтуїції, але в основному на шкалі колірного охоплення чотириколірного синтезу, де зміни величин растрових елементів в інтервалі 0 — 95% на діапозитивах стосуються не тільки для кольорових, але і для чорної фарби[1].